# Vuelo 1388 de Air Astana
El vuelo 1388 de Air Astana fue un vuelo de reposicionamiento desde la Base Aérea de Alverca en Lisboa, Portugal al aeropuerto internacional de Almaty en Almaty, Kazajistán, con una escala de reabastecimiento de combustible en el aeropuerto internacional de Minsk-2 en Minsk, Bielorrusia, luego de un trayecto donde se le dio un mantenimiento a la aeronave en el país ibérico. El 11 de noviembre de 2018, poco después del despegue, sufrió graves problemas de control. Después de 90 minutos, aterrizó sin problemas en la base aérea de Beja.

## Aeronave y tripulación
La aeronave del incidente, era un Embraer ERJ-190LR matrícula P4-KCJ operado por la línea aérea Kazaja Air Astana, este fue recibido en el año de 2013. Previamente al incidente había acumulado un total de 13.152 horas de vuelo en 5 años que había estado servicio.
La aeronave fue pilotada por el capitán Vyacheslav Aushev, el primer oficial Bauyrzhan Karasholakov y el primer oficial en el asiento auxiliar Sergey Sokolov.

## Mantenimiento
El 2 de octubre de 2018, la aeronave llegó a la Base Aérea de Alverca para someterse a un mantenimiento intensivo en una instalación de mantenimiento de OGMA. El mantenimiento consistió en realizar varios boletines de servicio. El 9 de octubre se inició la revisión de los cables de los alerones. El primer boletín de servicio consistió en la sustitución de poleas y soportes estructurales de los cables. La segunda consistió en la sustitución de los cables de acero inoxidable por cables de acero al carbono. Los cables también fueron lubricados. 
El 26 de octubre, durante las pruebas operativas, un mensaje de advertencia (FLT CTR NO DISPATCH) alertó a la tripulación de mantenimiento que la aeronave no estaba en condiciones de volar debido a problemas en el sistema de control. La advertencia se produjo de nuevo el 31 de octubre. La resolución de problemas duró hasta el 11 de noviembre, fecha del incidente. 

## Vuelo
La aeronave despegó a las 13:31 h, sin que la tripulación detectara la anomalía de los alerones durante los procedimientos de verificación operativa y en ese momento la visibilidad era limitada: De entre 2000 y 3000 metros (2,0 y 3,0 km; 1,2 y 1,9 mi). Poco después del despegue, los pilotos notaron graves problemas de control. Los pilotos intentaron encender al piloto automático, pero no se logró activar. A las 13:37 la tripulación solicitó un ascenso a FL100 (unos 10.000 pies (3.048 m)) y un regreso inmediato a Alverca, informando problemas de control de vuelo. En varios casos, el avión sufrió una pérdida total de control, pudiendo volcar y estrellarse, por suerte en el vuelo 1388 de Air Astana esto no sucedió, mientras tanto la tripulación solicitó un rumbo hacia el mar para poder amerizar por si la aeronave no pudiese aterrizar de forma segura, pero esta misma no logro dirigirse hacia el mar, ya que la aeronave tuvo problemas para cumplir con los giros y alineamientos que el control de ATC les indico para poder aterrizas de forma segura, todo debido a la dificultad para controlar la aeronave.
La tripulación discutió las opciones disponibles para ellos, con el primer oficial en el jumpseat coordinado con los técnicos a bordo en la sección de pasajeros para descubrir la causa de las fallas y así establecer un plan para aterrizar el Embraer. A pesar de que no hubo advertencias que indicaran problemas con el modo de vuelo normal, la tripulación activó el modo directo para los controles de vuelo, desconectando el FCM (módulo de control de vuelo) se podían tener los controles de vuelo directamente desde la cabina, sin que ningún modulo interviniese en el pilotaje. Esto incrementó considerablemente la capacidad de control de los ejes de cabeceo y alabeo , pero el control del eje de guiñada todavía estaba limitado de manera anormal, ya que los aleroness actuaban y volcaban la aeronave con demasiada fuerza, tanto que podría provocar que el vuelo se estrellara. La tripulación voló el avión hacia el este, con la esperanza de encontrar mejores condiciones climáticas. Mientras tanto preocupados por la seguridad de los ciudadanos en tierra de un posible desastre aéreo, 2 F-16 de la Fuerza Aérea Portuguesa despegaron de la base aérea de Monte Real para escoltar la aeronave hasta la base aérea de Beja . Después de dos intentos de aterrizaje, tuvieron que hacer 2 motor y al aire (Go around) debido a aproximaciones inestables. El primer oficial activo, cambió de lugar con el otro en el asiento auxiliar. En la aproximación final, el avión se dirigía a la pista 19R pero finalmente aterrizó en la 19L debido a que la aeronave se desvió en la aproximación. Un video muestra que el avión casi se sale de la pista después de aterrizar.
Debido a la situación, la aeronave tubo un aterrizaje forzoso, solamente hubo un único herido, un ingeniero que sufrió una lesión en la pierna. El fuselaje estaba deformado y los bordes de ataque del ala estaban desfigurados. Algunas partes de la aeronave sufrieron cargas superiores para las que fueron diseñadas, ya que durante todas las maniobras que realizaron para intentar aterrizarlo, la aeronave sufrió fuertes fuerzas G. Posteriormente el avión fue dado de baja y desguazado.

## Investigación
La investigación reveló que los cables de los alerones estaban mal instalados. Esto provocó la inversión de los controles de alerones. Dado que las superficies de control de balanceo incluyen spoilers, que no se vieron afectados por el error, la situación no se podría haber manejado simplemente con entradas inversas. 
La investigación culpó al fabricante del avión por instrucciones de mantenimiento insatisfactorias, a las autoridades supervisoras por la falta de supervisión de la tripulación de mantenimiento, que carecía de la habilidad para realizar el mantenimiento pesado, y a la tripulación de vuelo por no darse cuenta de la condición durante el control previo al vuelo.

## Filmografía
Este accidente fue presentado en la temporada 23 del programa de televisión canadiense Mayday: Catástrofes Aéreas del canal National Geographic Channel, en el episodio Catástrofe en Control. Y luego el accidente fue presentado en la subserie Mayday: Informe Especial, titulado «Luchar hasta el final».